# Claude Bolling
Claude Bolling (Cannes, 1930. április 10. – Saint-Cloud, 2020. december 29.) francia dzsesszzongorista, zeneszerző.

## Élete
A Nizzai Konzervatóriumban, majd Párizsban tanult. Csodagyereknek tartották, mert 14 éves korában már olyanokkal zenélt együtt, mint Lionel Hampton, Roy Eldridge és Kenny Clarke.
Az 1960-as évek második felében jó barátságba került Oscar Petersonnal. Több mint száz film – többek között a Borsalino (1970), a A káprázatos (Le Magnifique) (1973), a Zsaru-történet (Flic Story) (1975), és a Kaliforniai lakosztály (California Suite) (1978) – zenéjét szerezte.

## Diszkográfia
- French Jazz (1956)
- Rolling with Bolling ( 1957)
- Joue Duke Ellington (1960)
- Jazzgang Amadeus Mozart (1965)
- Original Ragtime (1967)
- Original Boogie Woogie (1968)
- Original Piano Blues (1969)
- Original Jazz Classics Piano (1970)
- Suite for Flute and Jazz Piano Trio (1975, Jean-Pierre Rampal-lal)
- With the Help of My Friends (1975)
- Concerto for Classic Guitar and Jazz Piano (1976, Alexander Lagoya-val)
- Suite for Violin and Jazz Piano (1977)
- Jazz Gala 79 (1979)
- Concerto for Classic Guitar and Jazz Piano (1980, Angel Romero-val)
- Picnic Suite (1980)
- Bolling: Toot Suite with Maurice Andre (1981)
- Suite for Chamber Orchestra and Jazz Piano (1983, Jean-Pierre Rampal-lal)
- The Original Bolling Blues (1983)
- Suite for Cello and Jazz Piano Trio (1984, Yo Yo Ma-val)
- Bolling: Suite No. 2 for Flute and Jazz Piano Trio (1987)
- Sonatas for Two Pianists (1989)
- Warm Up the Band (1991)
- Cross Over U.S.A. (1993)
- Enchanting Versailles: Strictly Classical (1995)
- Bolling Big Band: Gershwin In Swing ( 2003)
- Bolling: Suite for Chamber Orchestra and Jazz Piano Trio (2011)